# Heiko Westermann
Heiko Westermann (nascut el 14 d'agost de 1983) és un exfutbolista alemany que jugava com a defensa central.

## Carrera de club

### Greuther Fürth
Westermann va començar la seva carrera professional amb el club de la 2. Bundesliga Greuther Fürth. Es va incorporar a l'equip sènior el juliol de 2002, però no va fer la seva primera aparició fins al 26 de gener de 2003 en una victòria per 1-0 sobre el MSV Duisburg. Va jugar un total de 83 partits de Lliga en les seves tres temporades amb el club, i hi va fer dos gols.

### Arminia Bielefeld
Després de la temporada 2004-05, Westermann va fitxar pel recentment a la Bundesliga Arminia Bielefeld. En la seva primera temporada, va jugar en tots els partits del Bielefeld, inclosos 34 partits de lliga i cinc de DFB-Pokal. La temporada següent, Westermann va continuar sent una part integral de l'equip, perdent-se només un partit.

### Schalke 04
Westermann es va traslladar a Schalke 04 el 2007 per una quota de 2,8 milions d'euros. Va jugar el seu primer partit amb el Schalke el 24 de juliol en un partit de Ligapokal contra 1. FC Nuremberg. El Schalke va guanyar 4–2 amb Westermann aportant un gol. Per lesió es va perdre els dos primers partits de lliga del Schalke, i va debutar a la Bundesliga amb el club el 26 d'agost de 2007. Va ser substituït al minut 79 per Rafinha en un partit de tercera ronda contra el VfL Wolfsburg. Durant la resta de la temporada, Westermann va començar com a titular els 31 partits de la Bundesliga del Schalke. També va ser fonamental en la campanya de la Lliga de Campions del Schalke, sent l'únic jugador de camp del club que juga cada minut.
Amb el nou entrenador Fred Rutten fent-se càrrec del Schalke per a la temporada 2008-09, combinat amb el seu gran ull per al gol, Westermann va jugar sovint al mig del camp. Aquesta temporada va suposar el seu màxim de gols fins al moment. Va marcar els dos gols en una victòria per 2-0 de la DFB-Pokal sobre el Hannover 96. També va marcar un gol en tres partits consecutius de la Bundesliga, inclòs el gol de l'empat en un empat 1-1 contra el Werder Bremen i un gol de la victòria contra el VfL Bochum.

### Hamburger SV
El juliol de 2010, Westermann va acceptar un traspàs a l'Hamburger SV, segons es calcula per un import de 7,5 milions d'euros. Tot i ser un nou fitxatge, va ser nomenat nou capità pel llavors entrenador del HSV, Armin Veh. El 9 d'abril de 2013, després d'una sèrie de mals resultats, inclòs un 9-2 contra l'FC Bayern de Múnic, Rafael van der Vaart va ser anunciat com el successor de Westermann com a capità del club, en un intent per alleujar-lo de la pressió creixent. El 25 de juny de 2015, l'Hamburg va confirmar que el contracte de Westermann no es renovaria per a la campanya 2015-16.

### Betis
El 6 d'agost de 2015 Westermann va signar un contracte de dos anys amb el Reial Betis, que tot just acabava d'ascendir a la Liga. Va rebre la seva primera targeta vermella de la seva carrera el 28 de novembre de 2015 després de la seva segona amonestació contra el Levante.

### Ajax
El 14 de juliol de 2016, es va anunciar que Westermann havia signat un contracte de dos anys amb l'Ajax de l'Eredivisie. No obstant això, va ser utilitzat amb moderació, així que va treballar com a entrenador juvenil durant la seva estada allà.

### Austria Viena
Poc després que el seu contracte amb l'Ajax s'hagués dissolt, Westermann va signar un contracte de dos anys amb el conjunt austríac Austria Viena.
Va anunciar la seva sortida del club juntament amb el final de la seva carrera de jugador actiu l'abril de 2018.

## Carrera internacional
El 31 de gener de 2008, Westermann va ser convocat per primera vegada pel tècnic alemany Joachim Löw per a l'amistós del 6 de febrer de 2008 a l'Ernst-Happel-Stadion de Viena contra Àustria. Alemanya va guanyar el partit per 3-0 i Westermann va ser a l'onze titular i va jugar 90 minuts. Westermann va formar part de l'equip alemany que va acabar en segona posició a l'Eurocopa 2008. El 2 de juny de 2009, Westermann va marcar el primer gol internacional en la derrota d'Alemanya per 7-2 contra la selecció de futbol dels Emirats Àrabs Units. Va formar part de la selecció preliminar d'Alemanya per al Mundial 2010, però va haver de retirar-se a causa d'una lesió patida en un amistós contra Hongria. Va ser seleccionat 27 vegades per Alemanya i hi va marcar quatre gols des del 2008.

## Vida personal
L'esposa de Westermann es diu Irina, es van casar el juny de 2007. El maig de 2008, la parella va tenir la seva primera filla, Lana. L'octubre de 2010 va néixer Nikita, la seva segona filla.

## Palmarès
Ajax
- Subcampió de la UEFA Europa League: 2017

Alemanya
- Subcampió d'Europa de la UEFA: 2008